# Fremdatom
Als Fremdatome (auch Fremdbeimengungen) bezeichnet man in der Festkörperphysik einzelne Atome eines anderen chemischen Elements im Kristallgitter des Wirtskristalls. Fremdatome gehören zur Gruppe der Punktdefekte und können in Abhängigkeit ihrer Größe und des thermischen Gleichgewichts
- als substitutionelle Fremdatome (Substitutionsatom) reguläre Gitterplätze einnehmen
- als interstitielle Fremdatome (Zwischengitteratome) Zwischengitterplätze einnehmen.

Fremdatome können die chemischen und physikalischen Eigenschaften des ursprünglichen Kristalls stark beeinflussen und verändern. Sie werden daher einem Wirts-Element bzw. einer Wirts-Verbindung oft mit dieser Absicht zugefügt, können aber auch unabsichtlich hineingelangen wie z. B. der als Reduktionsschädling betrachtete Schwefel bei der Verhüttung von Eisen.
Bekannte Beispiele für eine gezielte Nutzung von Fremdatomen für technische Anwendungen sind die Änderungen der elektrischen Eigenschaften von Halbleiterkristallen, also die Dotierung, oder die Veredelung von Metallen beim Legieren. 
Viele bekannte Beispiele für eine zufällige Einlagerung von Fremdatomen finden sich u. a. bei den Mineralen, wo diese Beimengungen oft für eine große Farbenvielfalt bei ansonsten farblosen Mineralen sorgen, z. B. beim Fluorit (CaF2) oder beim Korund (Al2O3), dessen Schmucksteinvarianten Rubin und Saphir durch Beimengungen von Chrom bzw. Eisen, Titan und Vanadium ihre begehrte rote bzw. bläuliche Farbe erhalten.